# Akatsievo
Akatsievo (Bulgaars: Акациево) is een dorp in Bulgarije. Het is gelegen in de gemeente Vidin, oblast Vidin en telt 65 inwoners (2016).
De bevolkingsontwikkeling in het dorp Akatsievo ziet er als volgt uit:
| 1934 | 1946 | 1956 | 1965 | 1975 | 1985 | 1992 | 2001 | 2008 | 2011 | 2016 |
| ---- | ---- | ---- | ---- | ---- | ---- | ---- | ---- | ---- | ---- | ---- |
| 389  | 395  | 370  | 305  | 252  | 198  | 187  | 135  | 121  | 100  | 65   |

Het dorp verliest een groot deel van haar bevolking vanwege emigratie en een negatieve geboortesurplus. In het dorp wonen slechts 7 vrouwen in de vruchtbare leeftijd (tussen de 15 en 49 jaar oud). In totaal zijn er twee kinderen onder de vier jaar oud, twee jongsvolwassenen in de leeftijdscategorie 25 tot en met 29, acht mensen tussen de 30-39, vier mensen tussen de 40-49, 12 mensen tussen de 50 en 59 jaar en 63 inwoners die zestig jaar of ouder zijn, waarvan 9 boven de tachtig en twee inwoners boven de 85 jaar. 
Het dorp bestaat volledig uit Bulgaren. 